# Winkel (Naturschutzgebiet)
Das Naturschutzgebiet Winkel liegt auf dem Gebiet der Gemeinde Temmen-Ringenwalde im Landkreis Uckermark in Brandenburg.
Das Gebiet mit der Kenn-Nummer 1059 wurde mit Verordnung 1. Oktober 1990 unter Naturschutz gestellt. Das rund 145 ha große Naturschutzgebiet erstreckt sich südwestlich von Ringenwalde, Ortsteil der Gemeinde Temmen-Ringenwalde. Östlich verläuft die Landesstraße L 23, nordwestlich erstreckt sich der Libbesickesee und südöstlich der Krumme See in der Gemeinde Friedrichswalde (Landkreis Barnim).

## Bedeutung
Das Gebiet wird unter Schutz gestellt zur Erhaltung und Wiederherstellung der Lebensräume bedrohter Tier- und Pflanzenarten der sollreichen, vernäßten Grundmoränenlandschaft.